# Las Arrastras
Las Arrastras är en ort i Mexiko.   Den ligger i kommunen Zacualpan och delstaten Mexiko, i den södra delen av landet, 120 km sydväst om huvudstaden Mexico City. Las Arrastras ligger 1 761 meter över havet och antalet invånare är 105.
Terrängen runt Las Arrastras är kuperad åt sydväst, men åt nordost är den bergig. Terrängen runt Las Arrastras sluttar västerut. Runt Las Arrastras är det ganska glesbefolkat, med 45 invånare per kvadratkilometer. Närmaste större samhälle är Zacualpan, 11,9 km nordost om Las Arrastras. I omgivningarna runt Las Arrastras växer huvudsakligen savannskog.